# McKinley Wright
McKinley Wright IV (Minneapolis, 25 ottobre 1998) è un cestista statunitense.

## Palmarès

### Squadra
- Campionato montenegrino: 2

Budućnost: 2023-24, 2024-25
- Coppa del Montenegro: 1

Budućnost: 2025

### Individuale
- MVP Lega Adriatica: 1

Budućnost: 2024-25
- Quintetto ideale della ABA Liga: 1

Budućnost: 2024-25

## Statistiche

### NCAA
| Anno      | Squadra            | PG  | PT  | MP   | TC%  | 3P%  | TL%  | RP  | AP  | PRP | SP  | PP   |
| --------- | ------------------ | --- | --- | ---- | ---- | ---- | ---- | --- | --- | --- | --- | ---- |
| 2017-2018 | Colorado Buffaloes | 32  | 31  | 32,6 | 45,1 | 30,4 | 77,0 | 4,7 | 5,5 | 1,0 | 0,4 | 14,2 |
| 2018-2019 | Colorado Buffaloes | 35  | 35  | 32,5 | 49,4 | 36,5 | 80,7 | 4,9 | 4,8 | 1,1 | 0,2 | 13,0 |
| 2019-2020 | Colorado Buffaloes | 32  | 32  | 34,9 | 44,8 | 33,6 | 79,2 | 5,7 | 5,0 | 1,1 | 0,3 | 14,4 |
| 2020-2021 | Colorado Buffaloes | 32  | 32  | 32,7 | 48,0 | 30,1 | 84,4 | 4,3 | 5,7 | 1,1 | 0,3 | 15,2 |
| Carriera  | Carriera           | 131 | 130 | 33,1 | 46,7 | 32,8 | 80,3 | 4,9 | 5,2 | 1,1 | 0,3 | 14,2 |

#### Massimi in carriera
- Massimo di punti: 30 vs South Dakota State (15 dicembre 2017)[1]
- Massimo di rimbalzi: 11 vs Stanford (1º marzo 2020)
- Massimo di assist: 14 vs Southern California (25 febbraio 2021)
- Massimo di palle rubate: 4 vs Southern California (1º febbraio 2020)
- Massimo di stoppate: 3 (2 volte)
- Massimo di minuti giocati: 44 vs Hawaii-Manoa (23 dicembre 2018)

### NBA

#### Regular season
| Anno      | Squadra            | PG | PT | MP   | TC%  | 3P%  | TL%  | RP  | AP  | PRP | SP  | PP  |
| --------- | ------------------ | -- | -- | ---- | ---- | ---- | ---- | --- | --- | --- | --- | --- |
| 2021-2022 | Minnesota T'wolves | 5  | 0  | 3,8  | 66,7 | 50,0 | -    | 0,0 | 0,6 | 0,0 | 0,0 | 1,0 |
| 2022-2023 | Dallas Mavericks   | 27 | 1  | 12,4 | 46,9 | 32,1 | 68,4 | 1,7 | 2,1 | 0,3 | 0,2 | 4,2 |
| Carriera  | Carriera           | 32 | 1  | 11,1 | 47,5 | 33,3 | 68,4 | 1,5 | 1,9 | 0,3 | 0,2 | 3,7 |

#### Massimi in carriera
- Massimo di punti: 13 (2 volte)[2]
- Massimo di rimbalzi: 6 vs Memphis Grizzlies (13 marzo 2023)
- Massimo di assist: 5 (2 volte)
- Massimo di palle rubate: 2 vs Houston Rockets (23 dicembre 2022)
- Massimo di stoppate: 1 (5 volte)
- Massimo di minuti giocati: 28 vs San Antonio Spurs (9 aprile 2023)